# Děravé potrubí
Děravé potrubí (česky též podtékající potrubí; anglicky leaky pipeline nebo leaking pipeline) je název pro schéma objasňující, proč je ve vědě méně žen než mužů. Podle tohoto schématu jsou dívky a ženy náchylné k „propadnutí děravým potrubím“ vzdělávacího a následně kariérního systému ve vědních oblastech. V praxi to znamená, že jsou dívky a ženy odrazovány od předmětů jako jsou matematika a fyzika a následkem toho se ve všech fázích vzdělávacího procesu postupně snižují jejich počty ve vědních a technických oborech. Tento problém potom pokračuje i ve vědecké kariéře, kde jsou ženy stále znevýhodňovány.

## Ve vzdělávacím a kariérním systému
Fenomén děravého potrubí je dobře pozorovatelný na vzdělávacím systému, kdy se počty dívek směřujících k vědeckému titulu snižují mnohem více než počty chlapců. 
Podle americké vědkyně Alice N. Pellové se v potrubí nachází několik hlavních děr, kterými ženy postupně „propadávají“. První problémy se objevují již na základní škole, kde učitelé přistupují k dívkám jinak než k chlapcům. Chlapcům dávají učitelé a učitelky větší prostor pro vymyšlení vlastního řešení problému, zatímco dívky mají při řešení aplikovat daná pravidla a zažité postupy. Učitelé také většinou dávají chlapcům větší prostor pro dotazy, kterým se dostane i konstruktivnějších odpovědí než dívkám, jejichž dotazy jsou zodpovězeny často až po těch od chlapců. K těmto situacím dochází na základě předsudků o obou pohlavích – chlapci by měli být ti aktivní a dívky naopak tiché a poslušné. Dívky mají také méně příležitostí vyzkoušet si práci v laboratoři a v konečném důsledku tedy i méně zkušeností. Na druhém stupni základních škol a na středních školách se technické předměty jako matematika, fyzika, chemie a informatika těší větší oblibě mezi chlapci a tyto předměty také bývají v drtivé většině vyučovány muži.
Jelikož mají dívky při výuce technických předmětů mnohem méně příležitostí se aktivně zapojit a získat potřebné dovednosti, plyne z toho také nedostatek sebevědomí, který mnohým ženám nedovolí vybrat si profesi v oblasti vědy a techniky. Pokud se ženám podaří projít vzdělávacím systémem a získat titul ve vědecké oblasti, čekají je další překážky v zaměstnání ve vědecké práci. Za největší handicap se považuje rodina a mateřství, neboť ženám je automaticky přisuzována starost o rodinu a domácnost, která jim nedovoluje věnovat se své práci stejně intenzivně jako mužům. Dále ženy zažívají potíže při včleňování se do mužského kolektivu, který v technických a vědních oblastech výrazně převažuje. S tím souvisí také sexuální narážky a obtěžování, kterým mohou být ženy v mužském prostředí vystaveny.

## Příčiny
Hlavním důvodem, proč to mají ženy ve vědě těžší než muži a proč nemají ambice ve vědeckých a technických oborech setrvávat jsou genderové stereotypy. Moderní věda je založena na objektivitě a racionalitě, které jsou stereotypně připisovány mužům. Historicky bylo vzdělání určeno mužům. V 19. století, kdy ženy začaly požadovat přístup na univerzity a účast ve vědě, se pak vyrojily vědecké teorie o škodlivosti intelektuální činnosti u žen. Tyto teorie byly dávno vyvráceny, některé stereotypy však přetrvávají dodnes. Ženy jsou spojovány s emocionalitou, subjektivitou a privátní sférou, což stojí oproti pohledu na veřejnou sféru vědy jako racionální a objektivní. Pohled na vědu a způsoby výzkumu se však mění a věda není nadále striktně spojována s vlastnostmi stereotypně přisuzovanými mužům.
Hledáním příčin tohoto jevu se v minulosti zabývali odborníci z nejrůznějších oborů, jako např. česká socioložka Marcela Linková, americký pedagog Jacob Clark Blickenstaff či historička Londa Schiebingerová. Na základě odborné specializace podávali také různá vysvětlení, proč k jevu „děravého potrubí“ dochází. Mezi ta nejčastější patří:
1. Biologické rozdíly mezi muži a ženami
2. Nedostatečná příprava dívek ke studiu, příp. zaměstnání, ve vědeckých oborech
3. Negativní přístup dívek k vědě a nedostatek pozitivních zážitků v jejich dětství
4. Absence ženských vzorů ve vědě
5. Vědecké dráhy jsou pro mnohé dívky irelevantní
6. Zvýhodnění chlapců při výuce vědeckých předmětů
7. Nevlídný přístup k dívkám a ženám ve vědeckých oborech
8. Kulturní tlak na dodržování genderových stereotypů
9. Převládající mužský pohled ve vědecké epistemologii

## Možná řešení
Je doporučováno řešit problém již od základních stupňů vzdělávacího procesu. Důležitým krokem je změna přístupu učitelů a učitelek k žákům a s tím související zvýšení sebevědomí u dospívajících dívek v matematice a dalších předmětech. Dívkám by tedy měla být věnována stejná pozornost jako chlapcům a mělo by jim být stejně jako chlapcům ukázáno, že mohou pracovat jako vědkyně, či doktorky. V kariérním systému lze potom následky děravého potrubí zmírnit například krátkodobými granty pro rodiče vracející se z mateřské a rodičovské dovolené, které by vědkyním pomohly překonat obtížné období po návratu do zaměstnání. Důležitá je také změna v chování vědců k jejich ženským kolegyním a umožnění jejich snadnějšího začlenění do pracovního kolektivu.